# Gunnar Hallingberg
Gunnar Gustav Hallingberg, född 6 december 1926 i Skara stadsförsamling, död 29 mars 2024 i Jönköpings Sofia distrikt var en svensk litteraturvetare och folkhögskolerektor. 
Hallingsberg var först adjunkt och lektor vid Göteborgs högre samskola mellan 1953 och 1967. Han blev filosofie magister vid Göteborgs universitet 1955, filosofie licentiat vid Lunds universitet 1960 och filosofie doktor i litteraturhistoria vid Göteborgs universitet 1967 samt docent där samma år. Han var universitetslektor vid samma lärosäte 1966–1975. Åren 1975–1991 var han rektor för Södra Vätterbygdens folkhögskola i Jönköping. Han var även verksam vid University of Chicago, där han blev hedersdoktor 1985. År 2005 blev han hedersdoktor vid Högskolan i Jönköping.
Hallingbergs forskning var inriktad på svensk radiohistoria och frikyrklighet. Han var ledamot av styrelsen för Sveriges Radio 1967–1987 och ordförande i Kyrkornas medieinstitut 1974–1981.